# Lari (Italië)
Lari is een gemeente in de Italiaanse provincie Pisa (regio Toscane) en telt 8324 inwoners (31-12-2004). De oppervlakte bedraagt 45,1 km², de bevolkingsdichtheid is 185 inwoners per km².

## Demografie
Lari telt ongeveer 3147 huishoudens. Het aantal inwoners steeg in de periode 1991-2001 met 2,9% volgens cijfers uit de tienjaarlijkse volkstellingen van ISTAT.
| Jaar | Inwoneraantal |
| ---- | ------------- |
| 1991 | 7855          |
| 2001 | 8083          |

## Geografie
De gemeente ligt op ongeveer 130 m boven zeeniveau.
Lari grenst aan de volgende gemeenten: Capannoli, Casciana Terme, Cascina, Crespina, Lorenzana, Ponsacco, Pontedera, Terricciola.